# فيلما (مسلسل)
فيلما (بالإنجليزية: Velma) هو مسلسل رسوم متحركة للكبار رعب كوميدي وغموض يدور حول شخصية فيلما دينكلي من سلسلة سكوبي دو. عُرض أول حلقة من الموسم الأول في 12 يناير 2023 على منصة إتش بي أو ماكس.

## روابط خارجية
مقالات تستعمل روابط فنية بلا صلة مع ويكي بيانات